# Giovanni Vittorio Soderini

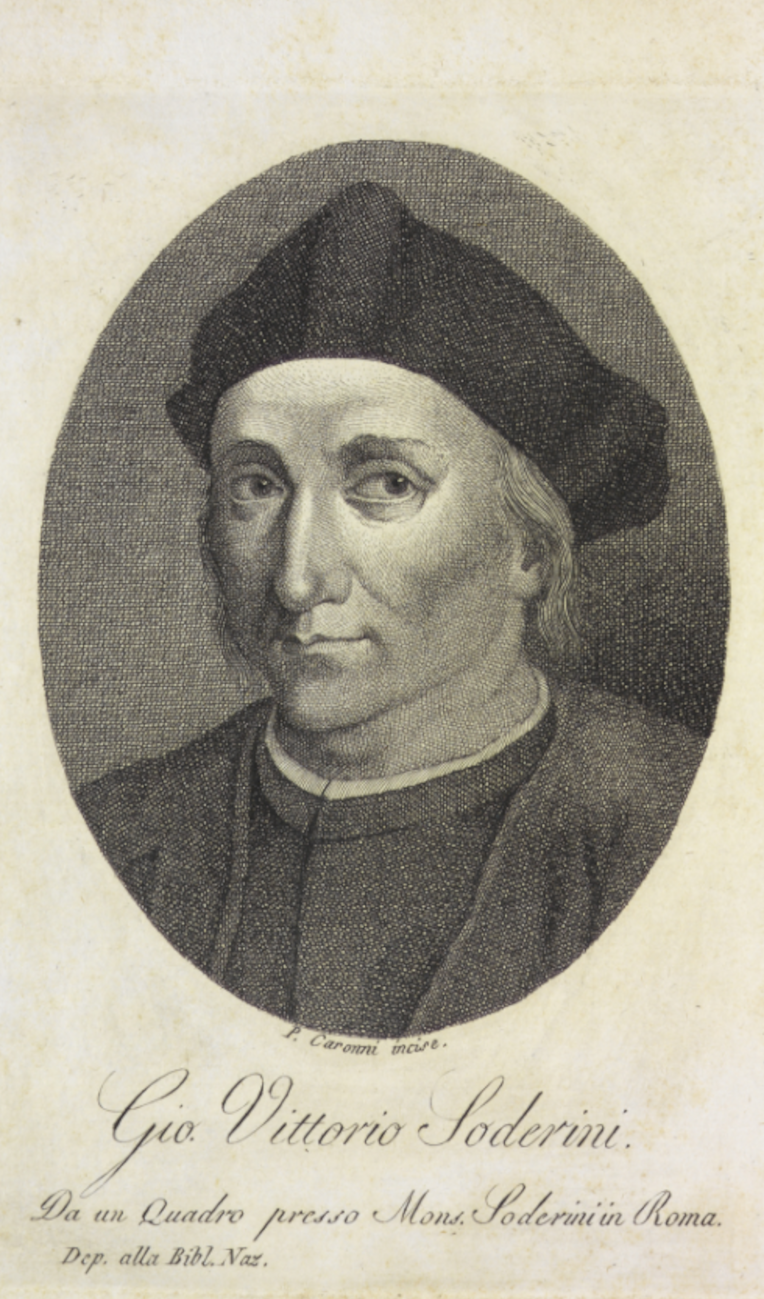
Porträt Giovanni Vittorio Soderini Kupferstich von Paolo Caronni

Giovanni Vittorio Soderini, auch Giovan Vittorio Soderini (* 6. März 1527 in Florenz; † 3. März 1596 oder 1597 in Volterra) war ein italienischer Agronom, Architekt und Agrar- und Sachbuchautor.

## Leben
Giovanni Vittorio Soderini wurde am 6. März 1527 in Florenz als Sohn von Tommaso di Giovan Vettorio Soderini (* unbekannt; † August 1561) und Caterina del Marquis Lorenzo Malaspina geboren. Die Familie entstammt einem alten florentinischem Geschlecht Soderini aus dem 13. Jahrhundert.
Durch einer Namensgleichheit im Familienstammbaum nicht zu verwechseln mit Soderini, Giovan Vettorio (Giovanvettorio, Giovanni Vittorio) (29. Juli 1460 in Florenz; † 27. August in Florenz 1528) als Sohn von Tommaso Soderini und Dianora di Francesco Tornabuoni, Schwester von Lucrezia, Ehefrau von Piero de’ Medici, in zweiter Ehe 1446 (gestorben 1462), geboren. Aus dieser Ehe von Tommaso und Dianora gingen Paolantonio und Piero Soderini, die eine politische Laufbahn einschlugen, und Francesco Soderini, der spätere vom Papst berufene Kardinal von Volterra, hervor.

### Ausbildung
Im Alter von 15 Jahren wurde er im Jahr 1542 nach Bologna zu Studium geschickt, um dort Philosophie und Rechtswissenschaft zu studieren. Die Universität Bologna war damals auch führend in der Erforschung der Botanik. Der junge Soderini erwarb die ersten Grundlagen in diesem Fach durch den Besuch der Vorlesungen von Luca Ghini aus Imola. Ghini war der Gründer des botanischen Gartens von Pisa im Auftrag von Cosimo I. de’ Medici. Nach seiner Rückkehr in seine Heimat im Jahr 1544 wurde Giovanni Vittorio Soderini in die Florentiner Akademie (Accademia Fiorentina) aufgenommen, die vier Jahre zuvor von Giovanni Mazzuoli, als Versammlung von Literaten und Gelehrten der Volkssprache, gegründet worden war. 

## Werk/Wirken
In den folgenden Jahren pflegte Soderini seine vielfältigen Interessen an Poesie, Architektur, Ackerbau und an Heilpflanzentherapien während mehrere Reisen nach Lucca und Genua im Gefolge des späteren Großherzogs Francesco I. de’ Medici und nach Ferrara anlässlich der dortigen Ankunft von Lucrezia di Cosimo de’ Medici. 
In florentinischen Bibliotheken festigte er seine klassische und enzyklopädische Bildung und lernte Kultivierungsmethoden kennen, die im damaligen Europa, von England bis Polen, üblich waren. 
Als sein Vater im August 1561 starb, wurde er als Ältester zum Familienoberhaupt und übernahm die Verantwortung für seine Geschwister. 
Einige Jahre später heiratete er Maria di Leone di Filippo Nerli, die Tochter von Leone di Filippo Nerli, mit der er drei Kinder hatte. 
Wichtig für die Definition seiner kulturellen und wissenschaftlichen Interessen war, dass er eine Vorstadtvilla geerbt hatte, die sich im alten Vallombrosaner Kloster San Salvi befand. Hier errichtete sich Giovanni Vittorio Soderini ein Laboratorium für das Studium von Pflanzenessenzen und führte architektonische Experimente durch. Er stützte seine Kenntnisse auf die Lehren von Vitruv, Leon Battista Alberti, Andrea Palladio, die Abhandlungen von Francesco di Giorgio Martini und die Werke, die Autoren wie der Mailänder Bartolomeo Taegio und der Florentiner Anton Francesco Doni in jenen Jahren dem Bau von Landvillen widmeten. Berühmt wurde Soderinis Villa bald für die geschickte Aufteilung der Räume und vor allem für seinen gepflegten Garten. 
In der zweiten Hälfte der 1560er und den 1580er Jahren wechselte Giovanni Vittorio Soderini zwischen höfischen Leben im Palazzo Pitti und der Pflege der Gemüsegärten, die an seinen Landsitz angeschlossen waren. Es ist nicht auszuschließen, dass er an den wissenschaftlichen und alchemistischen Interessen von Großherzog Francesco und an der Gestaltung der Villa Medici von Pratolino beteiligt war.

## Spekulationen über ein mögliches Attentat
Im reifen Alter von sechzig Jahren machte sich Soderini bei der regierenden Dynastie unbeliebt, als er 1587 einen langen Brief vom 21. Dezember an Silvio Piccolomini, den Ehemann einer seiner Nichten, schrieb. In diesem Brief schwelgte er in kritischen Betrachtungen über das ausschweifende und ungesunde Leben von Francesco I. de’ Medici und seiner Frau Bianca Cappello, die gerade unter mysteriösen Umständen in ihrer Residenz in Poggio a Caiano ums Leben gekommen waren. Soderini deutete verschleiert einen möglichen Giftmord an, der von Ferdinando I. de’ Medici, dem Nachfolger als Großfürst auf dem toskanischen Thron, inspiriert sein sollte.

### Die Bestrafung
Der originale Brief, wurde von der Otto di Guardia e Balia (florentinische Magistratur, die sich um die kriminellen und polizeilichen Angelegenheiten der Republik Florenz und dann des Großherzogtums kümmerte) beschlagnahmt. Der neue Herrscher Ferdinando I. de’ Medici wurde schnell auf den Text aufmerksam, der zunächst die Otto di Balìa zwang, Soderini am 10. Januar 1589 zum Tode zu verurteilen. Eine Strafe, die zunächst am 4. April in eine Gefängnisstrafe in der Festung von Volterra umgewandelt wurde. 

### Im Exil
Soderini blieb dort bis Juli 1592, als er aus dem Gefängnis entlassen und gezwungen wurde, in Cedri in der Nähe von Volterra, im lebenslangen Exil zu verbleiben. Er lebte hier auf einem Bauernhof, der seinem Cousin Luigi Alamanni dem Jüngeren gehörte. Dieser Ort und die umliegenden Bauernhöfe, die einst Luigi Alamanni dem Älteren gehörten, seinem Onkel, wurden zum zweiten Labor, in dem Soderini botanisch und zoologisch forschte. Hier entstanden die Werke, in denen er über den Anbau von Obstpflanzen, mit besonderem Augenmerk auf den Weinbau, die Gestaltung von Gemüsegärten und Gärten sowie die Zucht von Haustieren berichtete. 
Diese Schriften, die später von den Akademikern der Accademia della Crusca wegen ihrer nüchternen und eleganten Volkssprache, als sehr gute Texte der italienischen Sprache gepriesen wurden, blieben größtenteils unveröffentlicht. Der Teil seines Werkes, der dem Anbau der Weinreben gewidmet war, wurde jedoch zwischen 1600 und 1734 mehrmals gedruckt, während das Interesse einiger Gelehrter ab dem frühen neunzehnten Jahrhundert zur Herausgabe aller anderen Abhandlungen führte.
Giovanni Vittorio Soderini starb am 3. März 1596 oder 1597 in Volterra und wurde in der Familienkapelle in der Kirche Santa Maria del Carmine in Florenz beigesetzt.

## Familie
- Ehefrau Maria di Leone di Filippo Nerli
  - Giovan Vettorio (gestorben im Säuglingsalter)
  - Anna (* unbekannt; † 17. August 1578)
  - Pier Tommaso (1562–1611) verheiratet 1595 mit Caterina di Filippo Carnesecchi

## Nachbetrachtung
Als Ergebnis von Forschungen, die sich zum Teil aus dem Studium der klassischen Agronomie speisten, zum Teil aus der direkten Beobachtung der Umgebung, in der er lebte, abgeleitet wurden, reichen Soderinis Arbeiten von der Herstellung von Essenzen bis zu den Methoden der Weinherstellung, von der Struktur ländlicher Gebäude bis zu Bewässerungssystemen, von Maschinen für Wasserspiele und pflanzlichen Formschnitten. Diese stellen ein interessante Sammlung des naturalistischen Wissens der Zeit dar, das weitgehend von den Einflüssen theoretischer Abhandlungen (von Theophrastos von Eresos bis Plinius der Ältere) und des toskanischen Bauernimperiums durchdrungen war, nicht ohne Überlegungen zu astrologischen Einflüssen des Mondes auf Ernten und religiöser Symbolik (man denke an die quadratische Form der Blumenbeete seiner Villa, die der Klostertradition entnommen wurde).

## Werke/Schriften (Auswahl)

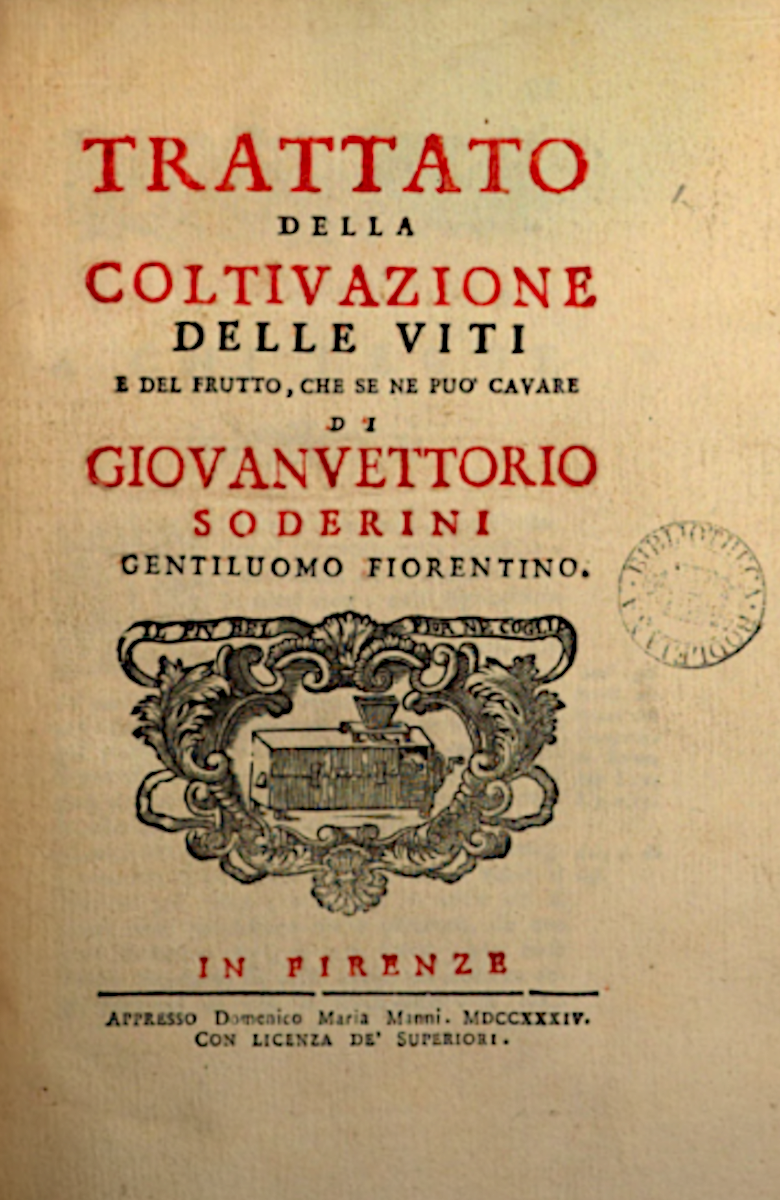
Titelblatt Abhandlung über den Weinbau 1590 von Giovanni Vittorio Soderini, Nachdruck Domenico Maria Manni

Im Jahr 1590 veröffentlichte Soderini unter dem Pseudonym Ciriegiulo (Ableitung von Ciliegiolo, einer autochthonen (einheimischen) schwarzen Rebsorte deren Präsenz in der Toskana, in Mittelitalien, seit Jahrhunderten bezeugt ist) die erste dokumentierte Erwähnung der Sangiovese -Traube ("Jupiterblut"), in seinem bedeutendsten Werk des Weinbaus Trattato della coltiuazione delle viti, e del frutto che se ne può cauare nannte er sie "Sangiogheto".
- Breve descrizione della pompa funerale fatta nelle essequie del serenissimo D. Francesco Medici II gran duca di Toscana (Kurze Beschreibung der Trauerfeierlichkeiten bei der Beerdigung des durchlauchtigsten Don Francesco Medici II., Großherzog der Toskana), Florenz 1587, Venedig 1815[4][5]
- Trattato della coltiuazione delle viti, e del frutto che se ne può cauare (Abhandlung über den Weinbau und die daraus zu gewinnenden Früchte), Florenz 1600, 1610, 1621, 1622, 1627, 1631, 1638, 1700, 1727, 1734 (hrsg. von Domenico Maria Manni), Mailand 1806, Bologna 1902[6]
- Del lauro e delle sue varietà (Vom Lorbeer und seinen Varietäten), Bologna 1798, 1889
- Trattato degli arbori (Abhandlung über Bäume), Florenz 1817, Mailand 1851, herausgegeben von G. Sarchiani
- Trattato di agricoltura (Abhandlung über die Landwirtschaft), Florenz 1811, Mailand 1850
- Della cultura degli orti e giardini (Über die Kultur der Gemüsegärten und Gärten), Florenz 1814, Mailand 1851[7]
- Il ciriegio (Der Kirschbaum), Genua 1890
- Il trattato della cultura degli orti e giardini, a cura di A. Bacchi della Lega (Die Abhandlung über die Kultur der Gemüsegärten und Gärten), herausgegeben von A. Bacchi della Lega, Bologna 1903
- Il trattato degli arbori colla seconda parte inedita, a cura di A. Bacchi della Lega (Die Abhandlung über Bäume mit dem zweiten unveröffentlichten Teil, herausgegeben von A. Bacchi della Lega), Bologna 1904
- Il trattato degli animali domestici inedito, a cura di A. Bacchi della Lega (Die unveröffentlichte Abhandlung über Haustiere, herausgegeben von A. Bacchi della Lega), Bologna 1907